# Johann Christian Röllig
Johann Christian Röllig (* 18. März 1716 in Berggießhübel bei Dresden; † nach 1777) war ein deutscher Komponist und Kapellmeister.

## Leben
Johann Christian Röllig war der jüngere Bruder des Komponisten Johann Georg Röllig und wurde deshalb verschiedentlich als „Roellig jun.“ bezeichnet. Über seine Jugendjahre und seine Ausbildung ist nichts bekannt. Zwischen 1753 und 1755 wirkte er in Meißen, wo er mit dem Dichter Gottfried Schrenkendorf (1724–1782) zusammenarbeitete und mehrere Kantaten zur Aufführung brachte.
Nach dem Siebenjährigen Krieg, von Januar 1764 bis 1771, war Röllig Kapellmeister bei der  Ackermannschen Theatertruppe in Hamburg. Aus dieser Zeit sind mehrere Singspiele erhalten. Darunter war insbesondere das 1771 uraufgeführte Singspiel Clarisse sehr erfolgreich. 
Nach Angaben seines Bruders aus dem Jahre 1777 war Johann Christian Röllig zu dieser Zeit Kapellmeister eines „Graff Schimmelmann in Hamburg“. Infrage kommen der Hamburger Kaufmann Heinrich Carl von Schimmelmann (1724–1782), der durch Handel mit Meißener Porzellan und Sklaven zu großem Reichtum gelangte, oder dessen Sohn, der aus Dresden stammende Politiker und Diplomat Ernst Heinrich von Schimmelmann (1747–1831), der zuletzt in Dänemark tätig war.
Danach verliert sich seine Spur.

## Werke
- Das am Michaelistage 1755. in Sachsen gefeyerte Jubelfest, wegen des am 25. Septr. 1555. geschlossenen Religionsfriedens: in einem Singegedichte aufgeführt von dem Collegio Musico in Meissen, nach einem Text von Gottfried Schrenkendorf (Google books)
- Uns ist ein Kind geboren. Kantate zum 1. Weihnachtstag (1755), hrsg. von Klaus Winkler, Ortus Musikverlag 2012 – Originalpartitur im Archiv der Berliner Singakademie
- Die Amazonen der gegenwärtigen Zeit, Singspiel, Uraufführung im November 1764 in Hamburg
- Clarisse, oder das unbekannte Dienstmädgen, Singspiel, Uraufführung am 10. Oktober 1771 in Hamburg
- Sinfonia in C für Streichorchester, hrsg. von Nigel Springthorpe, Arbroath: Prima la Musica 2011 – Originalpartitur in der Universitäts- und Landesbibliothek Münster